# Костієнь
Костієнь, Костієні (рум. Costieni) — село у повіті Бузеу в Румунії. Входить до складу комуни Зідурі.
Село розташоване на відстані 119 км на північний схід від Бухареста, 22 км на північний схід від Бузеу, 79 км на захід від Галаца, 119 км на схід від Брашова.

## Населення
За даними перепису населення 2002 року у селі проживали 830 осіб.
Національний склад населення села:
| Національність | Кількість осіб | Відсоток |
| -------------- | -------------- | -------- |
| румуни         | 784            | 94,5%    |
| цигани         | 46             | 5,5%     |

Рідною мовою назвали:
| Мова      | Кількість осіб | Відсоток |
| --------- | -------------- | -------- |
| румунська | 815            | 98,2%    |
| циганська | 15             | 1,8%     |